# 哭中大事件
哭中大事件發生於2005年年初，其時一篇名為“哭中大”的文章，掀起香港中文大學學生對大學核心課程英語化的反對聲浪，並引發了一連串事件。

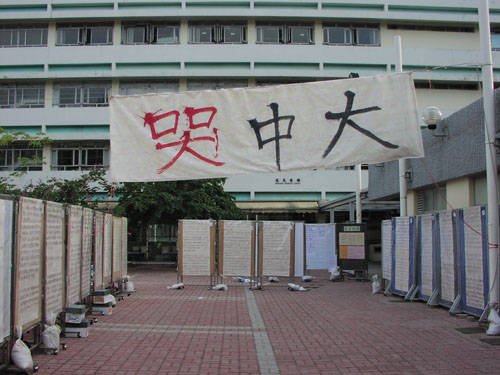
懸掛在香港中文大學范克廉樓附近的橫額

## 背景
香港中文大學的理念是透過傳統文化的雙語教育，培養一群對社會有貢獻及學術成果的學生，好讓各方面保持一定的優秀水平，並使學校成為國際公認的一等級研究型綜合大學。
劉遵義於2004年成為中文大學第六任校長，於候任期間，他已經明言要將中文大學成為國際一流大學，與哈佛大学、牛津大学爭一日之長短。因此他上任後，提出把大部份學系改以英語授課，以增加大學的國際化。在他的國際化計劃中，提議增加外地生的比例由百分之十至百分之二十五。此外，亦打算在未來的十年，增收中国內地生及位於亞洲地區的本科生及研究生。此外，每年的世界交換生名額亦會增加。 為了配合這個安排，劉遵義構思了很多配套措施，包括外地生的住宿情況、財政問題及經濟資助等等。
香港中文大學於四十多年前由英國殖民地政府創立，久經眾多師生歷年來的艱苦維持，總算在這片前屬殖民地方保住一點兒對中文的重視。七十年代，中大學生積極參與本土的「中文運動」，例如，抵抗殖民政府的打壓，以及爭取中文為法定語言。中大學生認為，劉遵義的國際化計劃有違背中文大學之辦學理念。此外，更有本地學生擔心此國際化計劃會影響本地生的入學機會。

## 反對的立場
雖然劉遵義強調會維護現有的雙語政策，大部分的學生都批評劉遵義的做法只是「偽國際化」，目的是從增加非本地生的比例以爭取更多資源，並非真心把中大國際化。中大學生會社會幹事胡浩堂指責校方在沒有咨詢的情況之下作出對學生有深遠影響的決定，是黑箱作業的行為。他稱把教學語言轉為英文以吸納國際學生，使本地生放棄了廣東話學習語言，學習質素將會降低。故中大學生會與各系學生開會討論教學語言事件，計劃聯署聲明以反對校方的舉動。期後學生會貼出反對改以英語授課的號外，引來學生的圍觀。中大學生會更有學生於2005年1月31日撰寫一篇名為「哭中大」的公開信，以表達學生對中大理想日漸被大學官僚吞併的悲憤。

### 聯署
截至2005年2月13日早上八時正，中大學生會收集到791個簽名，當中包括559名學生、27名老師、194名校友及11名校外人士。

## 支持的立場
1969年在中大數學系畢業的馬紹良認為中大應走的路是國際化，而學生們的反應很奇怪，不過可能是受文化影響而事事反對。他又覺得現今的學生會反對中大用英語受課有當年的浪漫激情，但是卻欠缺理性。「說用英語就等於放棄中國的文化特色，在邏輯上是不成立的，中大的中國文化色彩不光靠中文教學，而是受深遠文化、歷史背景影響。」
有中大系主任認為學生不能接受用英語授課是「懶性」的表現，國際化是大勢所趨，要國際化則必須以英語授課。「現時許多中學、小學也不用英語授課，若大學生也不用英語授課？何時才可英語授課？」
有院長認為，目前中大與外國大學交換生計劃是以「一對一」形式交換，如果大學沒有足夠英語課程供外國交換生選擇，令更少外國學生到中大交換，只會導致中大的本科生喪失往外國大學交換的機會。

## 劉遵義的回應
香港中文大學學生會就國際化事件發出了傳單，名為「警告：中大國際化」，傳單內列舉國際化會導致剝削本地生入學機會、宿舍宿位不足，大學淪為賺取學費為本的學店等種種問題。
之後中文大學學生會發言人胡浩堂向劉遵義遞交抗議信，但劉遵義則強行搶奪了抗議信，而且摺疊起來，相信此舉是為了避免信封上嘲諷字句顯露在傳媒面前。劉遵義奪信欲立即離去，負責遞信的同學惟有強拉着信邊，才勉強留住校長合照。

## 事件結果
劉遵義校長仍然堅持原有方針，認為以英語授課的核心課程能夠培育出中英雙語俱佳及世界多元文化的人才。

## 外部連結
- 哭中大──致中大師生的公開信（页面存档备份，存于）
- 哭中大──致內地同學們的信